# Nikolai Trubețkoi
Prințul Nikolai Sergheievici Trubețkoi (n. 4/16 aprilie 1890, Moscova, Imperiul Rus – d. 25 iunie 1938, Viena, Austria in Nazi Germany⁠(d)) a fost un lingvist și istoric rus ale cărui teorii au format nucleul Școlii de lingvistică structurală din Praga. Este unanim considerat a fi fondatorul morfofonologiei. El a fost, de asemenea, asociat cu eurasianiștii ruși.

## Viața și cariera
Trubețkoi s-a născut într-un mediu extrem de rafinat. Tatăl său, Serghei Nikolaevici Trubețkoi, provenea dintr-o familie domnească Gediminid. În 1908, el s-a înscris la Universitatea din Moscova. A urmat apoi o vreme Universitatea din Leipzig, unde i-a predat August Leskien, un pionier al cercetării în legile schimbărilor fonetice.
După absolvirea Universității din Moscova (1913), Trubețkoi a ținut prelegeri acolo până la Revoluția din 1917. După aceea, el s-a mutat mai întâi la Universitatea din Rostov-pe-Don, apoi la Universitatea din Sofia (1920-1922) și, în cele din urmă, a obținut postul de profesor de filologie slavă la Universitatea din Viena (1922–1938). A murit în urma unui atac de cord atribuit persecuției naziste, în urma publicării unui articol extrem de critic despre teoriile lui Hitler.

## Principiile fonologiei
Contribuțiile principale ale lui Trubețkoi în lingvistică sunt în domeniul fonologiei, în special în analiza sistemelor fonologice ale limbilor individuale și în căutarea legilor generale și universale ale fonologiei. Cea mai importantă lucrare a sa, Grundzüge der Phonologie (Principiile fonologiei) a apărut postum. În această carte el a definit faimosul fonem ca fiind cea mai mică unitate distinctă în structura unei limbi date. Această lucrare a fost crucială în stabilirea fonologiei ca o disciplină separată de fonetică.
Este uneori greu să distingem punctele de vedere ale lui Trubețkoi de cele ale prietenului său, Roman Jakobson, al cărui merit incontestabil a fost răspândirea, după moartea lui Trubețkoi, a viziunilor Școlii de la Praga privind fonologia.

## Doctrina eurasiatică a prințului N.S. Trubețkoi
În domeniul geopoliticii, prințul Trubețkoi a lansat doctrina eurasiatică. Spre deosebire de majoritatea intelectualilor refugiați din calea regimului bolșevic, N.S. Trubețkoi aprecia că întregul proiect țarist, începând cu Petru cel Mare, a urmat drumul europenizării, iar această opțiune nu putea duce decât la dezintegrare: 
„Noi, rușii, nu suntem mai puțini diferiți de Europa decât sunt iranienii sau indienii. Bineînțeles, avem în comun rădăcinile greco-romane, dar această moștenire a trecut printr-o schismă care a început în secolul VI, când Imperiul de Apus s-a depărtat de Bizanț și apoi a dispărut sub atacurile triburilor germanice. Noi, rușii, am adoptat creștinismul după Bizanț și am păstrat curată această tradiție a creștinismului oriental, până în ziua de azi.”—prințul N.S. Trubețkoi, în „Gânditorii ruși” de Isaiah Berlin, Editura Humanitas, București, 2022, p. 117.
În opinia sa, greșeala fundamentală a țarismului a fost promovarea conceptului de „Națiune Oficială”, de inspirație franceză, Definind apartenența la „Națiunea Oficială” prin aderarea la cele trei valori „Pravoslavie, Samoderjavie, Narodnost” (Ortodoxie, Autocrație, Naționalitate), Romanovii nu au făcut decât să reproducă conceptul republican francez de „Națiune Civică”, bazat pe „Libertate, Egalitate, Fraternitate”, care era considerat nepotrivit populației imperiului care, sub aspect antropologic și rasial, este eurasiatică și nu europeană:
„În venele rușilor, sângele turcic se amestecă cu cel ugro-finic și slav și adesea se uită că frații noștri (dacă nu frați prin limbă sau credință, apoi frați prin sânge, caracter și cultură) sunt nu numai slavii, ci și turanicii.”—Prințul N.S. Trubețkoi, în articolul „Prințul Trubețkoi și Imperiul lui Ginghis Han” de Tudor Păcuraru, în rev. „Magazin istoric”, editată de Fundația Culturală Magazin Istoric, Anul LVI, nr. 8 (665), august 2022, p. 5.
Prințul Trubețkoi reliefează în alt citat această convingere că dimensiunea europenizării nu este una benefică pentru Rusia:
„Acum Rusia a intrat într-o nouă epocă a existenței sale, o epocă ducând la pierderea independenței. În viitor, Rusia va fi o colonie, ca India, Egiptul sau Marocul, fiindcă europenii privesc Rusia ca o potențială colonie. Dimensiunile ei vaste nu îi deranjează. Sub aspectul populației, India este mai mare decât Rusia, dar Anglia și-a însușit întreaga țară. Ca dimensiuni, Africa este mai mare decât Rusia, dar a fost împărțită între mai multe state romano-germanice. Același lucru se va întâmpla cu Rusia...”—prințul N.S. Trubețkoi, în articolul „Prințul Trubețkoi și Imperiul lui Ginghis Han” de Tudor Păcuraru, în rev. „Magazin istoric”, editată de Fundația Culturală Magazin Istoric, Anul LVI, nr. 8 (665), august 2022, p. 6.
Reluând ideologia lui Piotr Nikolaevici Savițki, N.S. Trubețkoi aprecia că teritoriul rus este expresia geografiei Eurasiei, determinată de zonele de vegetație și sistemul hidrografic, care configurează un teritoriu distinct și coerent și care a dus la formarea și dezvoltarea unei civilizații și culturi distincte, cu elemente asiatice și europene, transformându-le într-o individualitate proprie. Pentru prima dată, aceasta s-a exprimat sub forma unui Stat Eurasiatic Unitar în secolul al XII-lea, sub domnia lui Ginghis Han.
În concepția lui N.S. Trubețkoi, Rusia poate evita să devină o colonie a Europei numai promovând un „naționalism pan-eurasiatic”, temelie ideologică a renașterii Imperiului lui Ginghis Han:
„Fiecare cetățean al Statului Eurasiatic trebuie să fie conștient nu numai de apartenența sa la cutare popor (sau cutare familie de popoare), ci și de faptul că respectivul popor este parte a Națiunii Eurasiatice. Naționalismul pan-eurasiatic trebuie să se construiască ca o extensie a naționalismului fiecăruia dintre aceste popoare eurasiatice.”—Prințul N.S. Trubețkoi, în articolul „Prințul Trubețkoi și Imperiul lui Ginghis Han” de Tudor Păcuraru, în rev. „Magazin istoric”, editată de Fundația Culturală Magazin Istoric, Anul LVI, nr. 8 (665), august 2022, p. 7.
Istoria Rusiei a luat însă alt curs, reconstrucția statală stalinistă urmând modelul țarist, și nu pe cel mongol, iar marxism-leninismul ci nu eurasianismul, a servit drept pretext „ideocratic” al acestei reconstrucții statale neo-țariste. Predicția lui N.S. Trubețkoi cu referire la caracterul instabil al soluției unificatoare bolșevice s-a împlinit, în sensul că, pe fondul evoluțiilor socio-economice și politice ale anilor 1990, Intellighenția rusă a reînceput să caute soluții de perpetuare a Imperiului. 
Operele lui N.S. Trubețkoi  au fost pentru prima dată publicate în Rusia, în 1991-1992. În context, doctrina eurasiatică a fost preluată, perfecționată și popularizată de filosoful Aleksandr Ghelievici Dughin, fost angajat al KGB, profesor al Universității de Stat din Moscova, a cărui influență în mediile militare și decizionale rusești se întemeiază pe lucrarea sa din 1997, Bazele geopoliticii: viitorul geopolitic al Rusiei.
„În viziunea lui A.G. Dughin, adversara Eurasiei nu mai este doar Europa, ca pe vremea lui Trubețkoi, ci întreaga Lume Euroatlantică, în frunte cu Statele Unite iar existența popoarelor slave diferite de cel rus constituie un obstacol în calea aspirațiilor imperiale eurasiatice. Controlul militar și geopolitic total al întregii coaste de nord a Mării Negre este un obiectiv al geopoliticii ruse iar Ucraina trebuie să devină o provincie administrativă a statului centralizat rus”. 
Ideile lui Dughin au pătruns în mediile politice de vârf ale Federației Ruse prin adeptul său, Vladislav Iurievici Surkov, fost director adjunct al Administrației Prezidențiale, fost viceprim-ministru al Rusiei și până în 2020 consilier al președintelui Rusiei, Vladimir Putin. 
Pentru a nu alarma inutil lumea occidentală, A.G. Dughin evită să preia expresia „Imperiul lui Ginghis Han”, pe care o înlocuiește cu „Lumea rusă”, care ar cuprinde toate teritoriile unde trăiesc vorbitori ai limbilor slave. Expresia este utilizată ca sinonim eufemistic pentru viitorul Imperiu Rus. Astfel, în viziunea vice-prim-ministrului V.I. Surkov: 
„Lumea rusă este mai mare decât Rusia însăși. Pentru că suntem de fapt un popor dispersat, populația noastră se întinde mult dincolo de granițele noastre. Ce este „Lumea rusă” pentru mine? Este pretutindeni acolo unde oamenii vorbesc limba rusă și gândesc ca rușii, respectă cultura rusă. „Lumea rusă” este temelia etnică „dispersată” pe care se preconizează ridicarea unui nou imperiu, „Rusia Mare” cuprinzând toate popoarele slave, ale căror state naționale (Ucraina, Belarus, Polonia, Cehia, Slovacia, Serbia etc.) sunt „nimicuri” în viziunea sa.”—V.I. Surkov, Octavian Sergentu, Matricea rusă, Editura „Ecou Transilvan”, Cluj-Napoca, 2017, p. 67.